# Jens von der Lippe

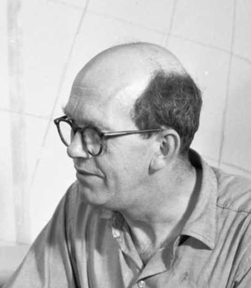
Jens von der Lippe

Jens von der Lippe (* 13. Oktober 1911 in Oslo; † 17. Juni 1990 ebenda) war ein norwegischer Keramikkünstler, Lehrer und Kunstschriftsteller. Durch die Beschäftigung junger Keramiker in der gemeinsam mit seiner Ehefrau Margrethe betriebenen Werkstatt, die Lehrtätigkeit in der Kunsthandwerksschule SHKS, und die publizistische Tätigkeit im Kunst- und Designmagazin Bonytt übte er großen Einfluss auf die Entwicklung von Keramik und Design in Norwegen nach 1945 aus.

## Familie
Jens von der Lippe entstammt zwei bekannten norwegischen Familien. Ein von der Lippe wanderte im 17. Jahrhundert von Bremen nach Bergen ein, wo er und seine Nachfahren zumeist als Kaufleute tätig waren. Jens’ Urgroßvater Jacob von der Lippe (1797–1878) brachte es sogar zum Bischof von Kristiansand und zum Parlamentspräsidenten. Jens’ Vater Jakob von der Lippe (1870–1954) war Schauspieler und Kostümbildner am Nationaltheatret (Nationaltheater).
Die Mutter Hanna Castberg von der Lippe (1872–1926) war eine geborene Castberg und betätigte sich als Journalistin und Vortragsrednerin für die sozialistische Frauenbewegung. Sie entstammte einer kinderreichen Familie, deren Mitglieder sich stark politisch engagierten. Ihr Vater Johan Christian Tandberg Castberg (1827–1899), ursprünglich Zollbeamter und Zeitungsredakteur, wurde Parlamentsabgeordneter. Ihr Bruder Johan Castberg (1862–1926), Richter und Venstre-Politiker, setzte 1915 die Gleichstellung unehelicher Kinder und die staatliche Bevorschussung der Alimente durch.
Jakob von der Lippe und Hanna Castberg heirateten am 5. Juli 1900. Jens war der jüngste von drei Söhnen. Seine beiden Brüder waren ebenfalls prominent: Frits von der Lippe (1901–1988) war Theaterkritiker und Gründungsdirektor des staatlichen norwegischen Tourneetheaters Riksteatret (Reichstheater). Just Lippe (1904–1978) war Journalist und hoher Funktionär der Kommunistischen Partei Norwegens (NKP).
1936 nahm Jens von der Lippe die Dekorateurin Margrethe Lund in seine Keramikwerkstatt auf und noch im selben Jahr heirateten die beiden in Trondheim. Die Keramikwerkstatt wurde daraufhin vom Ehepaar gemeinsam betrieben, wobei der jeweilige Arbeitsanteil an den Produkten nicht immer genau feststellbar ist.
Margrethe von der Lippe, geborene Lund, (* 9. Juli 1913 in Trondheim; † 10. März 1999) war die Tochter des Klempnermeisters Knut Henrik Holtermann Lund (1876–1951) und dessen Ehefrau Fredrikke (Dik) Regine, geborene Brun (1884–1965).
Jens und Margrethe hatten eine Tochter, Bente von der Lippe (1947–1983), die von 1969 bis 1972 mit dem Schriftsteller, Journalisten und kommunistischen Politiker Jon Michelet verheiratet war. Tania Michelet (* 1969), das Kind aus dieser kurzen Ehe, ist eine in Sambia lebende Romanautorin.

## Karriere

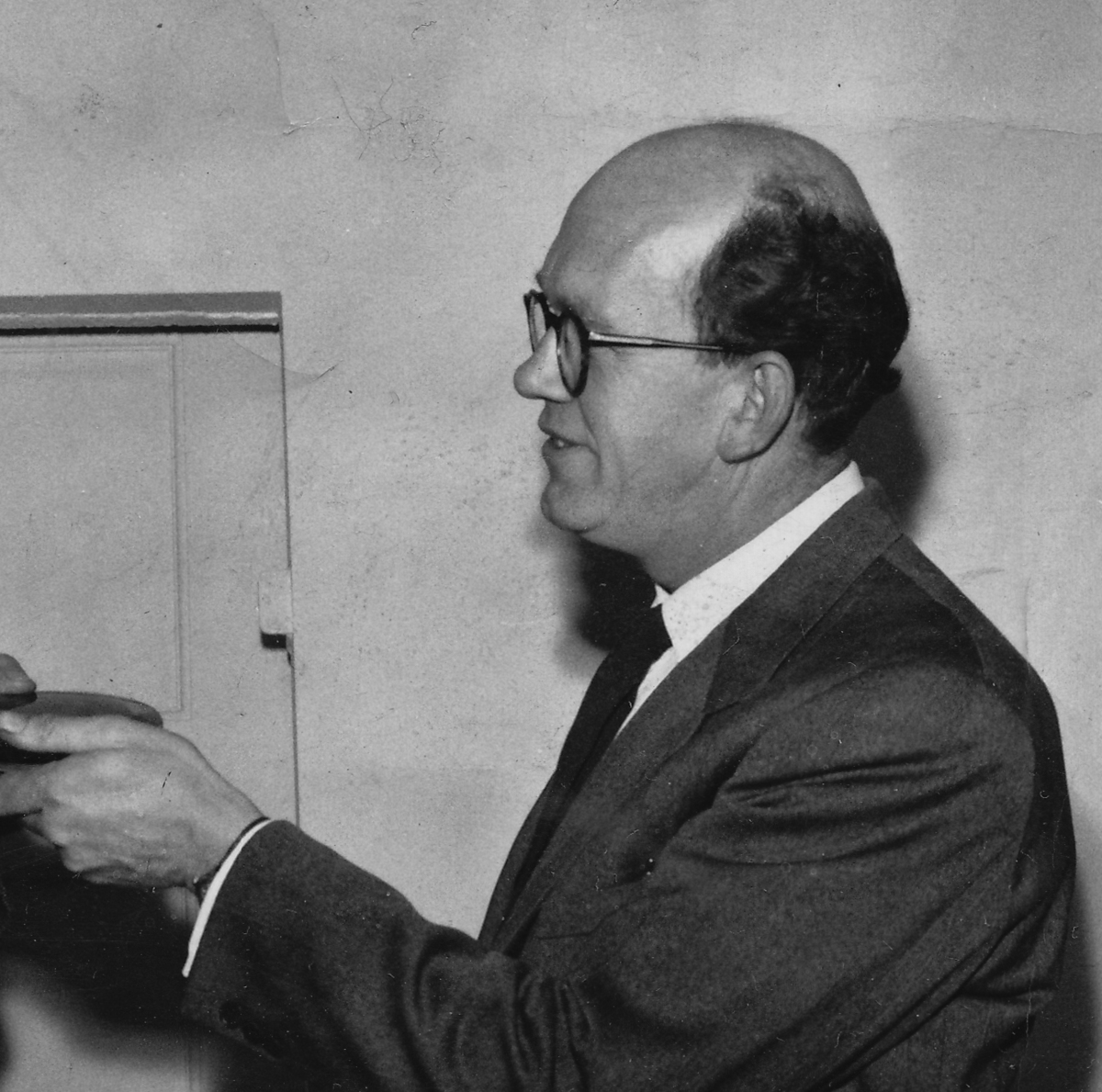
Jens von der Lippe

Jens von der Lippe begann 1927, erst 16-jährig, eine dreijährige Ausbildung in der Statens Håndverks- og Kunstindustriskole (SHKS) (Nationale Schule für Kunsthandwerk und Kunstindustrie) und absolvierte gleichzeitig ein Praktikum bei Andreas Schneider. In den Folgejahren praktizierte er bei Eilif Whist und in der dänischen Grimstrup Lervarefabrik. 1932–1933 lernte er die schlesische Bunzlauer Keramik in der dortigen Staatlichen Keramischen Fachschule kennen.
1933 gründete er zusammen mit Heddy Astrup eine eigene Werkstatt in Oslo auf dem Nedre Skøyen gård. 1936 begann die lebenslange Zusammenarbeit mit Margrethe, die hauptsächlich das Modellieren und Dekorieren übernahm, während Jens mit der Töpferscheibe arbeitete. „Keramische Paare, die gemeinsam und arbeitsteilig arbeiteten, waren in den ersten Jahrzehnten nach dem Zweiten Weltkrieg ein typisches norwegisches Merkmal.“ Es gibt jedoch auch Stücke, die er bzw. sie allein hergestellt haben. Die Werkstatt wurde 1939 nach Wessels gate verlegt; erst 1967 wurden zwei getrennte Ateliers für Jens bzw. Margrethe in Akersveien bzw. Damstredet eingerichtet.
Ab 1939 unterrichtete Jens von der Lippe in seiner alten Schule SHKS, und er war von 1956 bis 1975 sogar deren Leiter. Von 1942 bis 1965 war er Redaktionsmitglied von Bonytt, einer Monatszeitschrift für Kunst, Architektur und Design, und hatte in der Debatte über die im modernen Kunstgewerbe einzuschlagende Richtung eine gewichtige Stimme. Seine Werkstatt wurde schnell zu einer beliebten Schule für junge Töpfer, wie Kari Bing, Alf Rongved und Sidsel Hartvig Jensen, und zu einer Begegnungsstätte für Studenten und Kollegen.
Das Keramikerehepaar war sehr an historischen Formen interessiert und versuchte sich immer wieder in experimentellen Techniken. In den ersten Werkstattjahren ließen sie sich von Fayencen aus dem 18. Jahrhundert, insbesondere Herrebøe, inspirieren. 1935 fertigte Jens ein leuchtend blau glassiertes „Knossos“-Gefäß an. In den 1940er-Jahren wurde sein persönlicher Stil von den Trøndelag-Keramiken beeinflusst.
„Ihre Produktion aus den 1930er-Jahren kann als weicher Funktionalismus bezeichnet werden. Das Geschirr war benutzerfreundlich und in hellen, leichten Farben gehalten. Die Dekoration bestand aus kleinen stilisierten Blättern und Blumen, die eng in definierten Feldern und Bordüren gehalten wurden, teils gemalt, teils geritzt.“ Die weiße Zinnglasur war bis weit in die 1950er-Jahre hinein typisch für von der Lippe und viele andere norwegische Keramiker.
Auf der Ausstellung Kvalitetsarbeider 1949 (Qualitätsarbeiten 1949) der Foreningen Brukskunst (Vereinigung Gebrauchskunst) zeigte Jens von der Lippe Steinzeugkeramik. Im Ausstellungskatalog schrieb er: „Es ist nicht so fest, wie man es sich wünschen würde, aber die Qualität ist heute deutlich besser als vor 10 Jahren und wird ständig weiterentwickelt. Steinzeug und Klinker sind Materialien, die für die große Mehrheit des norwegischen Publikums neu sein werden, und sie sind auch für die Keramiker neu.“ (Zitiert in ). Nach seinem Studienaufenthalt 1957–1958 im Istituto statale d'arte per la Ceramicha in Faenza wurde seine Beschäftigung mit Steinzeug noch intensiver.
„Gegen Ende der 1950er Jahre entwickelte er eine Formensprache, die sich zusammen mit einer recht farbenfrohen Glasmalerei als sehr populär erweisen sollte. Die überspitzten Formen waren oft elastisch und monumental, mit einer gewissen Schwere im Gesamtausdruck. Diese Formensprache und die Glasmalerei wurden in den 1960er und 1970er Jahren weiter entwickelt.“ Typische Werke sind Jens’ Suppenterrine und Suppenschüssel mit hohem, konischem Deckel und Margrethes Tulpenteller (1963).
In den 1980er Jahren widmete sich Jens von der Lippe dem traditionellen Strohmuster und übertrug es auf Steinzeug und auf Porzellan, z. B. als Suppenschüssel, in Zusammenarbeit mit der Porsgrunds Porselænsfabrik. Das 100-jährige Jubiläum der einzigen Porzellanmanufaktur Norwegens veranlasste ihn 1983 zur Veröffentlichung des Buches Stråmønsteret det udødelige blåmalede (Das Strohmuster die unsterbliche Blaupause).
Das Ehepaar von der Lippe beschäftigte sich auch mit großen Dekorationsprojekten, unter anderem für die 1958 neu gebaute Kirche von Vardø im äußersten Osten Norwegens. 1970 erhielt es gemeinsam den Jacobprisen (Jacob-Preis) für Design und Architektur, verliehen von der Stiftung Design og arkitektur Norge (DOGA). 1986 folgte für Jens der Sankt-Olav-Orden, Ritter erster Klasse, „für seine Bemühungen um die Entwicklung der norwegischen Keramikkunst“.

## Ausbildung

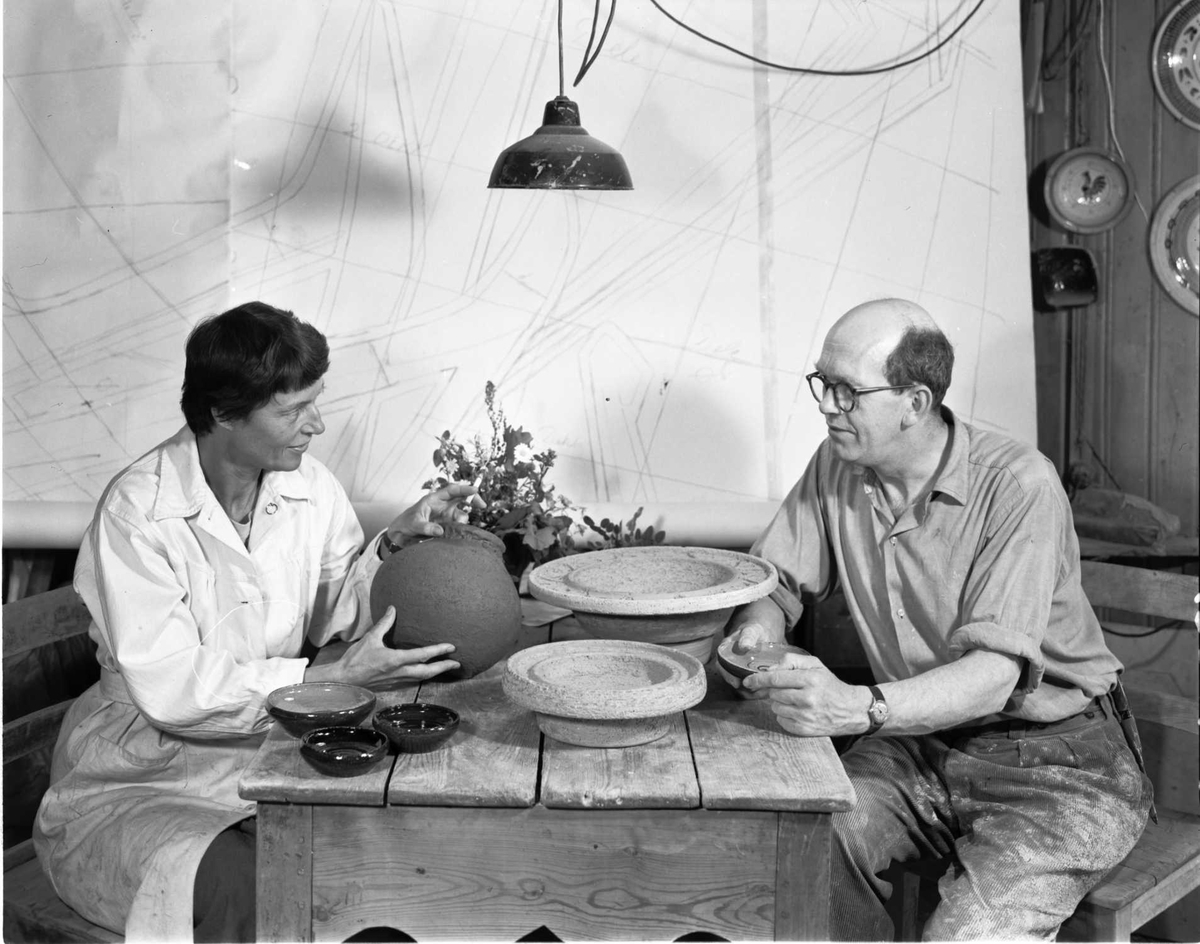
Margrethe und Jens von der Lippe

- 1927–1929 Statens Håndverks- og Kunstindustriskole (Nationale Schule für Kunsthandwerk und Kunstindustrie), heute Teil der Kunsthochschule Oslo.
- 1927–1929 Werkstattpraktikum bei Andreas Schneider, Oslo.
- 1929–1930 Werkstattpraktikum bei Eilif Whist, Oslo.
- 1930–1932 Praktikum in der Grimstrup Lervarefabrik, Næstved, Dänemark.
- 1932–1933 Staatliche keramische Fachschule, Bunzlau, Schlesien.
- 1957–1958 Istituto statale d'arte per la Ceramicha, Faenza, Italien.

## Stipendien und Studienreisen
- Italienisches Staatsstipendium 1957–1958.
- Stipendium der Stadt Oslo 1964.
- Statens stipend for eldre fortjente kunstnere (Staatsstipendium für ältere verdiente Künstler) ab 1979.
- Aufenthalte in Dänemark 1930–1932, Deutschland 1932–1933, Italien 1957–1958.
- Studienreisen in die meisten europäischen Länder, darunter Griechenland 1967, sowie Japan 1978.[3]

## Mitgliedschaften
- Statens Håndverks- og Kunstindustriskole, Oslo, Lehrer 1939–1956, Schulleiter 1956–1975.
- Mitglied Norske kunsthåndverkere (Norwegische Kunsthandwerker).
- Mitglied Den nye Foreningen Brukskunst (Der neue Verband für angewandte Kunst).
- Redaktionsmitglied von Bonytt 1942–1965.
- Vorsitzender Brukskunstnerlaget (Team der angewandten Künstler), Oslo 1946–1948 und 1954–1957.
- Vorstandsmitglied Landsforbundet Norsk Brukskunst (Norwegischer Kunstgewerbeverband), 1948–57, Vizepräsident 1957.[3]

## Auszeichnungen
- 1963 Silbermedaille Prag (gemeinsam mit Margrethe von der Lippe).
- 1970 Jacobprisen (Jacob-Preis) für Design und Architektur, verliehen von der Stiftung Design og arkitektur Norge (DOGA) (gemeinsam mit Margrethe von der Lippe).
- 1986, Sankt-Olav-Orden, Ritter erster Klasse, „für seine Bemühungen um die Entwicklung der norwegischen Keramikkunst“.[3]

## Ankäufe
- Nordenfjeldske Kunstindustrimuseum, Trondheim.
- Museo internazionale delle ceramiche, Faenza, Italien.
- Nasjonalmuseet, Oslo

## Ausstellungen (Auswahl)

### Einzelausstellungen
- Forum, Oslo, 1957.
- Kunstnerforbundet, Oslo, 1963 und 1980.

### Gruppenausstellungen
- Foreningen Brukskunst, ab 1933.
- Weltausstellung in Paris, 1937.
- Norwegische angewandte Kunst, Kopenhagen, 1951.
- Design in Scandinavia, Wanderausstellung USA und Kanada, 1954–1957.
- Norwegische Keramikausstellung, Gmunden, Österreich, 1959.
- Internationale Keramikausstellung, Prag, 1963.
- La Norvège, Art et Maison, Palais des Congres, Brüssel, 1964.
- Norwegische Gebrauchskunst, Kiel, 1966.
- Sommerausstellung, Seljord, 1976, 1978, 1981, 1982.
- Ceramika norweska, Posen und Warschau, 1979–1980.

## Schriften
- Jens von der Lippe: Artikel in Bonytt 1942–1965
- Jens von der Lippe: Stråmønsteret det udødelige blåmalede. (Das Strohmuster die unsterbliche Blaupause.) Verlag C. Huitfeld, 1983.[1][2]